# راه‌آهن در شمال ایران
راه‌آهن در شمال ایران به راه‌آهن سراسری ایران متصل است و با عزم رضاشاه پهلوی، نخستین راه‌آهن در شمال ایران بین شهرهای ساری و بندر ترکمن در سال ۱۳۰۸ خورشیدی افتتاح گردید.
استان مازندران در قالب شبکه ریلی شمال ایران به راه‌آهن سراسریِ کشور متصل است، اما این شبکه از تهران تا گرگان ادامه می‌یابد و به منظور ایجاد و گسترش استفاده از راه‌آهن در شمال ایران، طرح‌های اتصال راه‌آهن رشت به قائمشهر و همچنین پردیس تهران به آمل در دست بررسی، به منظور اجرا می‌باشند.
مطالعات خطوط رشت به ساری و آمل به قائم شهر در راه‌آهن شمال آغاز شده و پس از انجام مطالعات، قرار بر اینست که عملیات اجرایی آنها آغاز شود. همچنین طرح متروی تهران شمال به منظور بهبود ارتباط شمالی‌جنوبی استان‌های شمالی ایران با مرکز در دست مطالعه است.

## دو خطه کردن خط آهن ساری‌قائم شهر
دو خطه کردن خط راه‌آهن ساری به قائم شهر طرح دیگری برای راه‌آهن شمال است، این پروژه با سرمایه‌گذاری و مشارکت استانداری مازندران انجام می‌شود، به این صورت که زیرسازی خطوط توسط استانداری مازندران، و روسازی خطوط توسط «راه‌آهن شمال» انجام می‌شود.

## مترو تهران شمال
مترو تهران شمال به عنوان بهترین راهکار به منظور خارج شدن از بن‌بست حمل و نقل و ترافیک شمال ایران است و این طرح یکی از زیر ساخت‌های مهم در توسعه گردشگری ایران محسوب می‌شود و احداث مترو تهران شمال تصادفات جاده‌ای را نیز کاهش می‌دهد. این طرح در مقایسه با پروژه‌های بزرگ دنیا جزء یکی از طرح‌های کوچک مقیاس است.
در اسفند اسفند ۱۳۹۶، وزیر راه و شهرسازی ایران در گزارش‌هایی از ایجاد محور ریلی شمالی‌جنوبی برای مازندران خبر داده و اتصال راه‌آهن پردیس به لاریجان و آمل را اعلام کرد و اظهارداشت که این پروژه «در حال اجرا» است.

## راه‌آهن در فلک‌ده رشت
در ایران در سال ۱۸۸۶ میلادی بنا بود، با احداث خط راه‌آهن آمل تا تهران، احداث و بهره‌برداری موفق از اولین راه‌آهن در ایران رخ دهد، ولی با کارشکنی‌های پیمانکارهای بلژیکی این امر انجام نگردید. اما قدیمی‌ترین و اولین راه‌آهن ایران مسیر بندر انزلی به پیربازار و رشت بوده‌است. این مسیرِ راه‌آهن از بندر انزلی و پیربازار به رشت وجود داشته که بعدها قسمت‌هایی از آن جمع‌آوری شده‌است ولی تنها بازماندهٔ این مسیر یک «لوکوموتیو بخار» است که، بر روی آخرین قطعه چندمتری این ریل، هنوز هم در داخل محوطهٔ سازمان بنادر انزلی خودنمایی می‌کند و تاریخ ۱۸۴۸ میلادی را بر روی خود به یادگار دارد، ۱۲ کیلومتر از این‌مسیر حتی تا اواسط دورهٔ رضاشاه هنوز نیز همچنان مورد استفاده بوده‌است. با این اوصاف اولین و قدیمی‌ترین راه‌آهن ایران همین مسیرِ بندر انزلی به پیربازار و رشت بوده‌است.
خطی که از رشت تا انزلی ساخته می‌شود در واقع بندر انزلی، شهر انزلی و منطقه آزاد انزلی را در قالب یک خط آنتنی، به شبکه ریلی ایران وصل می‌کند و بدین ترتیب بندر و شهر انزلی به شبکه ریلی متصل خواهد شد. پروژه در مسیر رشت به سمت انزلی به دوشاخه تبدیل می‌شود که یک شاخه به بندر انزلی و دیگری به بندر کاسپین در منطقه آزاد می‌رود.
ضرورت احداث پایانه‌های مشترک راهداری و راه‌آهن برای جابجایی بار از مسیرهای جاده ای به ریلی و… وجود دارد و لازم است برای افتتاح خطوط ریلیِ رشت این نوع مقدمات فراهم شود.

## طرح‌های اجرا نشده
در دولت نهم طرح ساخت بزرگراه دو طبقه در طول نوار ساحلی تصویب شد اما با گذشت سال‌ها از تصویب آن هیچ اثری از عزم دولت‌های ایران، برای احداث این اتوبان نه در دو طبقه که در یک طبقه نیز دیده‌نشد، در کنار اینها طرح خط آهن رشت‌ساری که آن هم از مصوبات دولتی است، جز به روی کاغذ در جایی به مرحلهٔ اجرا در نیامد.
بزرگترین و مهم‌ترین پروژه راه‌آهن شمال در سال ۱۳۹۷ هجری‌شمسی، برنامهٔ برقی کردن خطوط راه‌آهن بود که قرار بود با همکاری با روس‌ها انجام شود، این پروژه قراربود با مشارکت روس‌ها و با اعتباری معادل یک میلیارد و ۲۰۰ میلیون یورو به سرانجام برسد.

## شرایط استان مازندران
مازندران یک استان کشیده شرقی، غربی و طویل در امتداد شرق و غرب در حاشیه دریای خزر می‌باشد، که این امر ضرورت گسترش شبکه راه‌آهن در این استان را بیشتر می‌سازد.